# Burns Like a Star
Burns Like a Star è il primo album in studio degli Stone Fury, uscito nel 1984 per l'Etichetta discografica MCA Records.

## Tracce
1. Break Down the Walls (Wolf, Gowdy) 4:14
2. I Hate to Sleep Alone (Wolf, Gowdy) 3:56
3. Life Is too Lonely (Wolf, Gowdy) 4:28
4. Don't Tell Me Why (Wolf, Gowdy) 4:11
5. Mamas Love (Wolf, Gowdy) 3:34
6. Burns Like a Star (Wolf, Gowdy) 5:47
7. Tease (Wolf, Gowdy) 4:01
8. Hold it (Wolf, Gowdy) 3:31
9. Shannon You Lose (Wolf, Gowdy) 5:31

## Formazione
- Lenny Wolf - voce, chitarra
- Bruce Gowdy - chitarra solista, cori
- Rick Wilson - basso, cori
- Jody Cortez - batteria, percussioni

### Altri musicisti
- Peter Parnegg - basso
- George Perilli - batteria